# Силич, Александр Дмитриевич
Александр Дмитриевич Силич (1901, деревня Георгиевка, Тюменевская волость, Мариинский уезд, Томская губерния — 1945, Харьков) — советский живописец, график, член Союза художников СССР (1933).

## Биография
Александр Силич родился 12 марта 1901 года в переселенческой деревне Георгиевка на востоке Томской губернии.
В середине 1920-х годов художник переехал в краевой центр Новосибирск и сразу начал участвовать в культурной жизни города.
С 1925 по 1926 год — член новосибирского филиала АХРР, с 1926 по 1931 — член Общества художников «Новая Сибирь».
В 1930 году окончил Омский художественно-промышленный техникум имени Врубеля.
В 1933 году Силич вступил в Союз советских художников.
В 1944 году переехал из Новосибирска в Харьков (Украинская ССР).
Умер в 1945 году в Харькове.

## Творчество
В творчестве Александра Силича важную роль играла журнальная графика. С 1920-х годов художник начинает активно сотрудничать с журналами «Настоящее», «Сибирские огни» и газетой «Советская Сибирь». На страницах этих изданий появляются его карикатуры, городские зарисовки, афиши кинофильмов и театральных спектаклей. В 1940-х годах он трудился для «Окон ТАСС».
Силич был превосходным мастером городского пейзажа, в его работах отразились характерные для Новосибирска черты: строительство и тесно соседствующие друг с другом разностильные сооружения. В 1933 году в «Советской Сибири» появляется его композиция с подписью: «Бетонные гиганты новых строек ведут наступление на бревенчатые избы старого Новосибирска», в декабре 1933 года «Советская Сибирь» публикует его работу «Старый и новый Новосибирск», представляющую собой пейзаж с одноэтажными домами на фоне тёмного здания в стиле конструктивизма, на ту же тему его произведения «Проспект днём» и «Каменка. Новосибирск» (1937) с фигурами велосипедистов и прохожих, с конными повозками, автомобилями. Этим картинам свойственны черты документальности и репортажности, в них запечатлён интерес Силича к сиюминутности и повседневности городской жизни.
В шарже «Квартиры на Мостовой-44» раскрывается иронический дар художника. Эта работа также посвящена городскому району, примыкающему к долине Каменки. В названии произведения указан адрес Александра Силича, а на рисунке изображён человек, в котором угадываются черты самого автора.
На созданных в 1938 году акварельных картинах «Зимний городской пейзаж» и «Каменские домики» изображено хорошо знакомое художнику место в центре города с видом на Стоквартирный дом. В этих работах мягкое лирическое чувство побеждает интерес художника к деталям городского быта.

## Участие в выставках
- Первая Всесибирская выставка живописи, графики, скульптуры и архитектуры в Новосибирске, Томске и Красноярске (1927)
- Западносибирская краевая художественная выставка в Новосибирске (1934)
- Западносибирская краевая художественная выставка в Новосибирске (1939)
- Областная художественная выставка в Новосибирске (1940)
- Выставка графики и акварели новосибирских художников в Новосибирске (1939)
- Выставки «Художники Сибири в дни Великой Отечественной войны», «Героическое прошлое русской армии» и «Сибирь — фронту» в Новосибирске (1942, 1943 и 1944)[2][3][4][5].